# はっけんラジオ
『はっけんラジオ』は、NHK福岡放送局が2013年4月1日から九州・沖縄向けにラジオ第1で放送を始めたラジオ番組である。

## 番組概要
九州・沖縄ではこれまで長らく放送されてきたFMの『夕べのひととき』を終了し、この番組を新設。またテレビの『はっけんTV』との共通化を図った。番組では、毎日の生活を豊かにする情報を届けることを狙いとする。
なおこの番組により17時台は「にっぽん列島夕方ラジオ」として全国放送する隔週火曜日（2018年4月より）および「沖縄熱中倶楽部」を放送する最終金曜日以外は、九州・沖縄地区で番組差し替えとなる（らじる★らじる及びradikoにて他地域のカバーは可能）。2016年9月5日に全国に向けて放送を開始することに伴い、同年9月3日の『らじらー!サタデー』にて20時台とのコラボ企画を放送した。
番組終了時の挨拶はキャスターが「明日（来週）も、あなたとラジオで」とコールした後担当アナウンサーと一緒に「はっけん！」と締める事になっている。

## 放送媒体と時間
- 九州・沖縄地方のラジオ第1放送　平日 17:05 - 17:55（※毎月最終月曜は鹿児島局を除く）
※鹿児島局は、毎月最終月曜のみ「かごしまの夕べ～島ラジオ～」[注釈 3]を放送。
※大相撲本場所中は休止。
※2018年4月以降は、最終金曜に「にっぽん列島夕方ラジオ」内で放送される「沖縄熱中倶楽部（沖縄局制作）」放送時は、九州・沖縄地方[注釈 4]各局もそちらをネットするため、当番組は休止となる。
※2022年度まで大分局は、金曜日のみ「5時いろラジオ」（2019年3月までは「5時ラジ・おおいた」）を放送。
※国会中継・高校野球期間中はそれらが終わり次第始め、時間を短縮。
※月に1回程度北九州局以外のスタジオに出張で各県の防災に関する内容を放送して「はっけんラジオ from○○」と題して放送する。
※2022年3月12日土曜日、「はっけんラジオスペシャル～あなたの“門出”の音はなんですか?～」を17時から18時50分（途中10分中断あり）まで放送[2]。
2024年3月29日放送分かららじる★らじる（放送開始後1週間）の聞き逃し配信が開始された。

## コーナー
- 九州沖縄のニュース
- ふるさと情報便
  - 『はっけんTV』の「きょうのはっけん」の内容と重複する場合がある。
- はっけんトーク（2022年度より）
- ライフネットワーク
- 本日のゲストコーナー
- 防災士だより（月曜日）
- めぐみ先生の防災講座（月1回月曜日）
- 健康講座→ドクター小野村のなるほど！（水曜日）
- 週末こだわり天気→松井さ〜ん!どうなるお天気（金曜日）[注釈 5]
- 九州・沖縄歴史散歩（にっぽん列島夕方ラジオで放送される週の火曜日）

## 出演者

### パーソナリティ
- 鹿野未涼（NHK福岡放送局キャスター 『はっけんTV』兼任）2022年4月4日 - [3]
防災士の資格を持っており、福岡放送局のスタジオを飛び出して九州沖縄の各放送局（北九州放送局を除く）へ月1回（放送は主に金曜日）に出張し、九州沖縄各県在住（福岡県を除く）の防災の専門家を招き、災害のリスクについて伝える[注釈 6]。
- 篠﨑麻由子（NHK福岡放送局キャスター 『はっけんTV』兼任）2023年4月3日 - [4]
1週ずつ交代でナビゲーターを務める事になっている。ナビゲーターではない週（『はっけんTV』に出演）は、16時55分の「九州沖縄の気象情報」、当番組内の「九州沖縄のニュース」、18時50分の「福岡県のニュース・天気予報・あすの暦」を担当する。[注釈 7][注釈 8][注釈 9]。
- 松井渉（気象予報士、日本気象協会九州支社勤務。『はっけんTV』兼任） - 気象キャスター（電話出演）
- 日替りアナウンサー[注釈 10][注釈 11]

### 過去
- 平田理絵（リポーター）
私的都合により開始から僅か半年で降板、NHKも退局したが、大相撲などの関係で2013年9月半ばが最後の出番だった。
- 野尻あかね（スタジオ進行）
2015年3月27日の放送を以て番組を卒業。
- 長安智子（NHK福岡契約キャスターでスタジオ進行）
2014年度まではNHK山口放送局の契約キャスターで大相撲秋場所が放送される前の2020年9月11日の放送を以て番組を卒業。
- 柴田文子（NHK福岡契約キャスターでスタジオ進行）
2020年10月5日の放送が初出演をし、2022年3月31日の放送を以て番組を卒業。
- 辻本彩乃（NHK福岡契約キャスターでスタジオ進行）
2020年9月29日の放送が初出演をし、2023年3月10日、「はっけんラジオ from 長崎」の放送を以て番組を卒業[5][注釈 12]。
防災士の資格を持っており、福岡放送局のスタジオを飛び出して九州沖縄の各放送局（北九州放送局を除く）へ月1回（放送は主に金曜日）に出張し、九州沖縄各県在住（福岡県を除く）の防災の専門家を招き、災害のリスクについて伝えた。